# Dodecahema leptoceras
Dodecahema leptoceras är en slideväxtart som först beskrevs av Asa Gray, och fick sitt nu gällande namn av J.L. Reveal & C.B. Hardham. Dodecahema leptoceras ingår i släktet Dodecahema och familjen slideväxter. Inga underarter finns listade i Catalogue of Life.